# Theodore Frelinghuysen

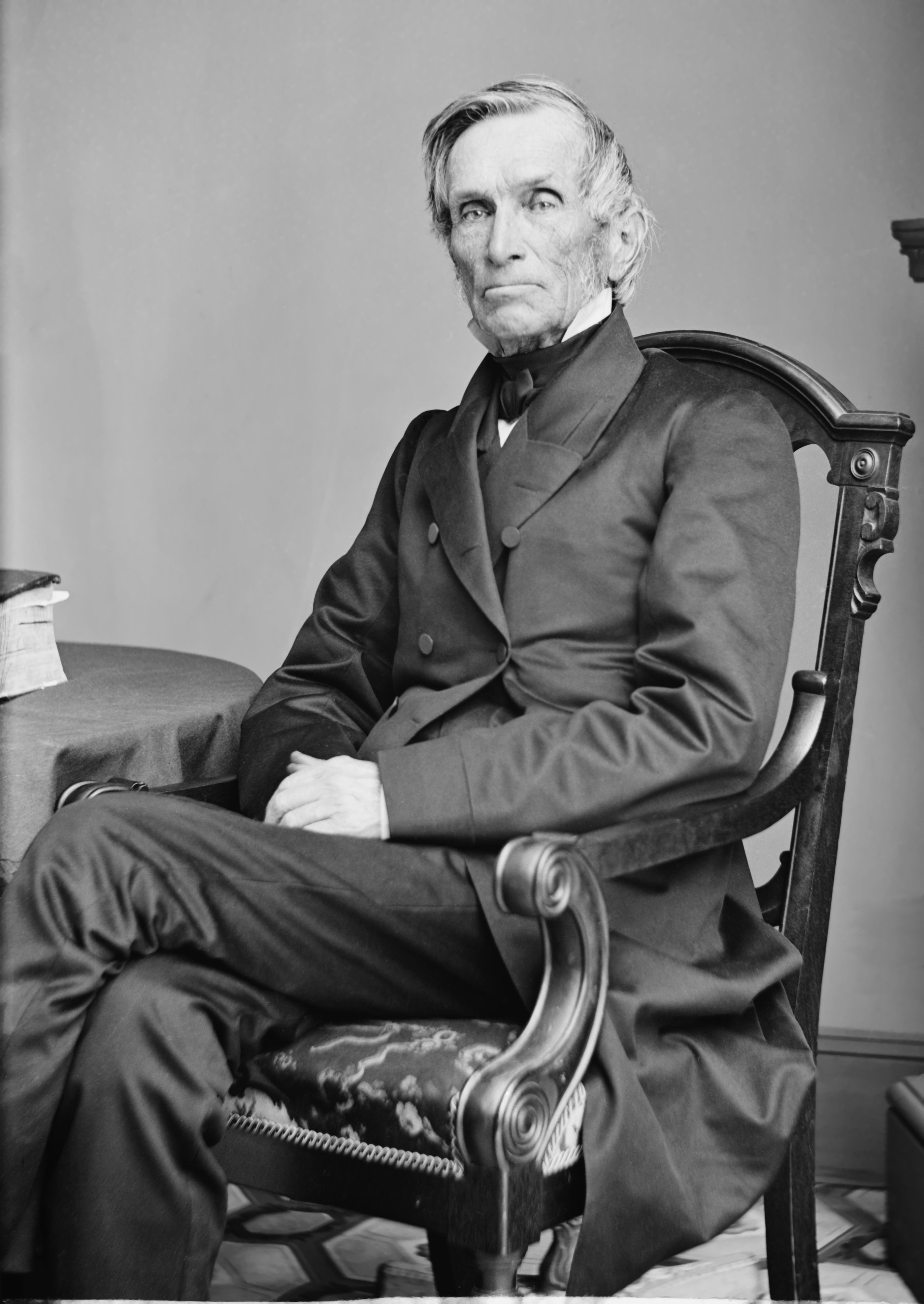
Theodore Frelinghuysen

Theodore Frelinghuysen, född 28 mars 1787 i Somerset County, New Jersey, död 12 april 1862 i New Brunswick, New Jersey, var en amerikansk politiker. Han representerade delstaten New Jersey i USA:s senat 1829–1835 och var whigpartiets vicepresidentkandidat i presidentvalet i USA 1844. Fadern Frederick Frelinghuysen var senator för New Jersey 1793–1796.
Frelinghuysen utexaminerades 1804 från College of New Jersey (numera Princeton University). Han studerade sedan juridik och inledde 1808 sin karriär som advokat. Han gifte sig 1809 med Charlotte Mercer. Paret hade inga egna barn men efter brodern Fredericks död 1820 adopterade Theodore sin brorson Frederick T. Frelinghuysen. Hustrun Charlotte dog 1854 och Theodore Frelinghuysen gifte om sig med Harriet Pumpelly tre år senare.
Frelinghuysen deltog i 1812 års krig. Han var delstatens justitieminister (New Jersey Attorney General) 1817–1829. Han tillträdde sedan som ledamot av USA:s senat. Han var motståndare till Andrew Jackson. Efter en mandatperiod i senaten efterträddes han av Garret D. Wall.
Frelinghuysen var borgmästare i Newark 1837–1838 och New York Universitys kansler 1839–1850. Som Henry Clays vicepresidentkandidat år 1844 var han med om att förlora presidentvalet mot demokraterna James K. Polk och George M. Dallas. Frelinghuysen var rektor för Rutgers College (numera Rutgers University) från 1850 fram till sin död. Hans grav finns på First Reformed Church Cemetery i New Brunswick.